# 工藤彰吾
工藤 彰吾（くどう しょうご）は、日本の元子役。
1980年代、テレビドラマや映画で活躍した。

## 出演作品
映画
- ムッちゃんの詩（1985年、関西共同映画社） - 弘 役
- 波光きらめく果て（1986年、松竹） - 谷井松太 役
- 少年時代（1990年、東宝） - 登 役[2]

テレビドラマ
- 騎馬奉行 - 第15話「女盗賊の復讐」（1980年、関西テレビ）
- 特捜最前線 （テレビ朝日）
  - 第226話「太鼓を打つ刑事！」（1981年）
  - 第260話「逮捕志願！」（1982年） - 笹垣良一（幼少期） 役
  - 第417話「誘拐ルート・5時間の追跡！」（1985年）
  - スペシャル - 第436話「疑惑のXデー・爆破予告1010！」（1985年）
  - 第475話「単身赴任誘拐事件・窓際族の身代金！」（1986年）
- 火曜サスペンス劇場（日本テレビ）
  - 「夕陽よ、止まれ」（1983年）
  - 浅見光彦ミステリー8「琵琶湖周航殺人歌」（1990年） - 広岡友則（少年期） 役
- 日立テレビシティ「ランドセルと目玉焼き」（1983年、TBS） - 早坂隆史 役
- ザ・サスペンス（TBS）
  - 「団地殺人事件(1)・妻たちの危険な昼下り」（1984年）
  - 「団地殺人事件(2)・妻たちの危険な関係」（1984年）
- 恋はミステリー劇場「団地日記 PARTI」（1985年、TBS）
- 刑事物語'85 - 第10話「被害者の黙秘権」（1985年、日本テレビ）
- 水曜ドラマスペシャル「女コロンボ危機一髪」（1985年、TBS）
- 長七郎江戸日記 第1シリーズ - 第86話「はばたけ父子鷹」（1986年、日本テレビ） - 川辺大吾 役
- 金曜おもしろバラエティ「心はロンリー気持ちは「…」III」（1986年、フジテレビ）
- 水曜ドラマスペシャル「妻の知らない夫の顔」（1986年、TBS）
- 木曜ゴールデンドラマ（新春ドラマスペシャル）「春の姉妹」（1987年、読売テレビ）
- 毎度おさわがせします パート3（1987年、TBS） - 浅野良太 役
- 仮面ライダーBLACK - 第40話「カラテ名人の秘密」（1988年、毎日放送） - サトル 役
- ヨーシいくぞ!（1987年 - 1988年、TBS） - 山田隆夫 役
- ドラマスペシャル「トリマー花子のワンニャン日記」（1989年、TBS）
- 水曜グランドロマン 追悼特別企画「手塚治虫物語 いとしき生命のために」（1990年、日本テレビ）
- DRAMADAS「極道の息子たち」（1990年、関西テレビ）
- 特救指令ソルブレイン - 第5話「怪人がくれた勇気」（1991年、テレビ朝日） - 山口直人 役

アニメ
- 日生ファミリースペシャル（アニメファミリースペシャル）「吾輩は猫である」（1982年、フジテレビ） - すん太の声[4]